# Xiaogan
Xiaogan (en chino, 咸感; pinyin, Xiàogǎn; Wade-Giles, hsiao kan; transcripción antigua, Siaokan) es una ciudad-prefectura en la provincia de Hubei, República Popular de China. Limita al norte con Suizhou, al sur y este con Wuhan y al oeste con Jingmen. Su área es de 8904 km² y su población total para 2019 superó los 4,92 millones de  habitantes. 

## Administración
La ciudad prefectura de Xiaogan se divide en 6 localidades que se administran en 1 distrito urbano, 3 ciudades suburbanas y 3 condados rurales.
- Distrito Xiaonan (孝南区)
- Ciudad Yingcheng (应城市)
- Ciudad Anlu  (安陆市)
- Ciudad Hanchuan (汉川市)
- Condado Xiaochang  (孝昌县)
- Condado Dawu (大悟县)
- Condado Yunmeng (云梦县)

## Toponimia
El topónimo Xiaogan  [/Xiáo-kan/] se compone de los sinogramas Xiao (piedad) y Gan (mover), y vienen del título "Su piedad filial mueve cielo y tierra" (孝感动天 Xiàogǎn dòngtiān) uno de los  Los veinticuatro ejemplos de piedad filial.

## Clima
El clima de Xiaogan se clasifica como monzónico subtropical húmedo. La primavera (marzo-mayo) con temperaturas suaves (10 °C a 20 °C). El verano (junio-agosto) es caluroso y húmedo (25 °C a 35 °C, máx. 38 °C) con abundantes lluvias, especialmente en junio y julio (temporada de lluvias).
El otoño (septiembre-noviembre) las temperaturas son frescas y agradables (15 °C a 25 °C). El invierno (diciembre-febrero) es frío y seco (0 °C a 10 °C).
| Parámetros climáticos promedio de Xiaogan (1991–2020 estándar, extremas 1981–present) | Parámetros climáticos promedio de Xiaogan (1991–2020 estándar, extremas 1981–present) | Parámetros climáticos promedio de Xiaogan (1991–2020 estándar, extremas 1981–present) | Parámetros climáticos promedio de Xiaogan (1991–2020 estándar, extremas 1981–present) | Parámetros climáticos promedio de Xiaogan (1991–2020 estándar, extremas 1981–present) | Parámetros climáticos promedio de Xiaogan (1991–2020 estándar, extremas 1981–present) | Parámetros climáticos promedio de Xiaogan (1991–2020 estándar, extremas 1981–present) | Parámetros climáticos promedio de Xiaogan (1991–2020 estándar, extremas 1981–present) | Parámetros climáticos promedio de Xiaogan (1991–2020 estándar, extremas 1981–present) | Parámetros climáticos promedio de Xiaogan (1991–2020 estándar, extremas 1981–present) | Parámetros climáticos promedio de Xiaogan (1991–2020 estándar, extremas 1981–present) | Parámetros climáticos promedio de Xiaogan (1991–2020 estándar, extremas 1981–present) | Parámetros climáticos promedio de Xiaogan (1991–2020 estándar, extremas 1981–present) | Parámetros climáticos promedio de Xiaogan (1991–2020 estándar, extremas 1981–present) |
| Mes                                                                                   | Ene.                                                                                  | Feb.                                                                                  | Mar.                                                                                  | Abr.                                                                                  | May.                                                                                  | Jun.                                                                                  | Jul.                                                                                  | Ago.                                                                                  | Sep.                                                                                  | Oct.                                                                                  | Nov.                                                                                  | Dic.                                                                                  | Anual                                                                                 |
| ------------------------------------------------------------------------------------- | ------------------------------------------------------------------------------------- | ------------------------------------------------------------------------------------- | ------------------------------------------------------------------------------------- | ------------------------------------------------------------------------------------- | ------------------------------------------------------------------------------------- | ------------------------------------------------------------------------------------- | ------------------------------------------------------------------------------------- | ------------------------------------------------------------------------------------- | ------------------------------------------------------------------------------------- | ------------------------------------------------------------------------------------- | ------------------------------------------------------------------------------------- | ------------------------------------------------------------------------------------- | ------------------------------------------------------------------------------------- |
| Temp. máx. abs. (°C)                                                                  | 20.6                                                                                  | 27.5                                                                                  | 33.0                                                                                  | 33.8                                                                                  | 35.3                                                                                  | 37.5                                                                                  | 39.4                                                                                  | 38.5                                                                                  | 38.4                                                                                  | 34.0                                                                                  | 28.8                                                                                  | 21.9                                                                                  | '                                                                                     |
| Temp. máx. media (°C)                                                                 | 8.1                                                                                   | 11.1                                                                                  | 16.0                                                                                  | 22.3                                                                                  | 27.0                                                                                  | 29.9                                                                                  | 32.5                                                                                  | 32.4                                                                                  | 28.7                                                                                  | 23.2                                                                                  | 16.9                                                                                  | 10.6                                                                                  | 21.6                                                                                  |
| Temp. media (°C)                                                                      | 3.7                                                                                   | 6.5                                                                                   | 11.2                                                                                  | 17.2                                                                                  | 22.2                                                                                  | 25.8                                                                                  | 28.5                                                                                  | 27.9                                                                                  | 23.6                                                                                  | 17.7                                                                                  | 11.4                                                                                  | 5.7                                                                                   | 16.8                                                                                  |
| Temp. mín. media (°C)                                                                 | 0.5                                                                                   | 2.9                                                                                   | 7.3                                                                                   | 13.0                                                                                  | 18.2                                                                                  | 22.5                                                                                  | 25.4                                                                                  | 24.7                                                                                  | 19.9                                                                                  | 13.8                                                                                  | 7.5                                                                                   | 2.1                                                                                   | 13.2                                                                                  |
| Temp. mín. abs. (°C)                                                                  | -13.7                                                                                 | -7.3                                                                                  | -2.7                                                                                  | 0.8                                                                                   | 8.3                                                                                   | 12.9                                                                                  | 18.6                                                                                  | 15.9                                                                                  | 10.7                                                                                  | 1.5                                                                                   | -3.8                                                                                  | -14.9                                                                                 | '                                                                                     |
| Precipitación total (mm)                                                              | 42.3                                                                                  | 52.3                                                                                  | 78.5                                                                                  | 117.0                                                                                 | 144.3                                                                                 | 183.0                                                                                 | 209.3                                                                                 | 113.3                                                                                 | 68.3                                                                                  | 61.0                                                                                  | 47.4                                                                                  | 25.6                                                                                  | 1142.3                                                                                |
| Días de precipitaciones (≥ 0.1 mm)                                                    | 8.5                                                                                   | 9.7                                                                                   | 11.3                                                                                  | 10.6                                                                                  | 12.1                                                                                  | 11.2                                                                                  | 10.8                                                                                  | 9.1                                                                                   | 7.2                                                                                   | 8.9                                                                                   | 8.3                                                                                   | 6.6                                                                                   | 114.3                                                                                 |
| Días de nevadas (≥ 1 mm)                                                              | 3.9                                                                                   | 2.3                                                                                   | 0.9                                                                                   | 0                                                                                     | 0                                                                                     | 0                                                                                     | 0                                                                                     | 0                                                                                     | 0                                                                                     | 0                                                                                     | 0.3                                                                                   | 1.1                                                                                   | 8.5                                                                                   |
| Horas de sol                                                                          | 109.0                                                                                 | 105.8                                                                                 | 134.3                                                                                 | 156.5                                                                                 | 166.3                                                                                 | 153.7                                                                                 | 203.8                                                                                 | 211.6                                                                                 | 167.1                                                                                 | 153.2                                                                                 | 137.4                                                                                 | 127.2                                                                                 | 1825.9                                                                                |
| Humedad relativa (%)                                                                  | 76                                                                                    | 76                                                                                    | 76                                                                                    | 76                                                                                    | 77                                                                                    | 82                                                                                    | 82                                                                                    | 80                                                                                    | 77                                                                                    | 77                                                                                    | 77                                                                                    | 74                                                                                    | 77.5                                                                                  |
| Fuente: Administración Meteorológica de China                                         |                                                                                       |                                                                                       |                                                                                       |                                                                                       |                                                                                       |                                                                                       |                                                                                       |                                                                                       |                                                                                       |                                                                                       |                                                                                       |                                                                                       |                                                                                       |